# Поливанов, Михаил Константинович (коллежский советник)
Михаил Константинович Полива́нов (1850—1899) — участник Русско-турецкой войны (1877—1878), уездный предводитель дворянства и председатель уездной земской управы Покровского уезда Владимирской губернии, собиратель материала для составления родословной Поливановых и автор публицистических брошюр и статей.

## Биография
Михаил Константинович Поливанов родился 18 июня 1850 года. Отец — умер, когда ему было с небольшим 7 лет и у матери, урожденной Любимовой, остались на руках три сына; в 1865 году умерла мать и 16 летний юноша остался круглым сиротой. Воспитывался в Николаевском кавалерийском училище. В сентябре 1869 года получил звание юнкера. Вероятно, военная служба его не интересовала. Менее, чем через год, он Высочайшим приказом был произведен по экзамену в губернские секретари для определения к статским делам и в августе 1870 года уволен в отставку.
С 1872 года, он был определён кандидатом на судебные должности при Владимирском Окружном Суде, где вскоре был откомандирован в помощь к судебному следователю. С 1873 года — мировой посредник Покровского округа. В 1873 году губернское земское собрание избирает его в непременные члены Покровского уездного по крестьянским делам присутствия, что дало ему возможность изучить быт сельского населения. В 1875 году он был избран почетным мировым судьей в Покровском уезде Владимирской губернии.
С началом Русско-турецкой войны, вызвавшей необыкновенный подъём духа во всех слоях русского общества, он бросает гражданскую службу и отправляется в действующую армию. 28-го июня 1877 года он был определён корнетом в 8-й Уланский Вознесенский Его Высочества принца Александра Гессенского полк. Этот полк входил тогда в состав Рущукского отряда. В октябре 1878 года Михаил Константинович был, по домашним обстоятельствам, из военной службы уволен в отставку, а в декабре того же года пожалован орденом Святой Анны 4 ст. с надписью «за храбрость».
По возвращении с войны был избран мировым судьей, а также председателем и непременным членом съезда мировых судей, и эти должности занимал до реформы 1889 года, когда был назначен земским начальником 5-го участка в том же уезде. Но в этой должности он был недолго, в сентябре 1890 года был избран председателем Покровской уездной земской управы, а в октябре из кандидатов утвержден в должности Покровского уездного предводителя дворянства. Последнюю должность он занимал до смерти, а от первой отказался в 1898 году. В 1893 году М. К. Поливанов был произведен в статские советники, в 1894 году пожалован орденом Св. Анны 2-й степени, а незадолго до смерти, в декабре 1898 года, — орденом Св. Владимира 4-й степени — за усердие.
Был женат на Наталье Васильевне Ненароковой.
Скончался в городе Владимир 15 января 1899 года, где и погребен в Успенском монастыре. Над его могилой владимирским дворянством поставлен памятник. В советское время кладбище, где был похоронен М. К. Поливанов уничтожено.

## Публикации
- Поливанов М. К. Мысли о поместном начале в России. — Владимир, 1897. — 112 с.
- Поливанов М. К. О значении и правах русского дворянства. (Мысли и заметки по поводу одного розговора). — Владимир: тип. Губерн. Земской Управы, 1881. — 24 с.
- Поливанов М. К. Род Поливановых XIV — XIX вв. Сказание, исторические деятели и поколенная роспись. — Владимир, 1894. — 30 с.